# Liste der Abgeordneten zum Vorarlberger Landtag (XI. Gesetzgebungsperiode)
Diese Liste der Abgeordneten zum Vorarlberger Landtag (XI. Gesetzgebungsperiode) listet alle Abgeordneten des Vorarlberger Landtags während der XI. Gesetzgebungsperiode auf. Der Landtag amtierte in der XI. Gesetzgebungsperiode vom 17. Juni 1919 bis zur Angelobung der Abgeordneten der XII. Gesetzgebungsperiode 1923.
Von den 30 Abgeordneten stellte die Christlichsoziale Partei (CSP) nach der Landtagswahl 1921 22 Abgeordnete. 5 entfielen auf die Sozialdemokratische Arbeiterpartei (SDAP), 2 auf die Deutschfreiheitliche Partei (DFP) und ein Abgeordneter auf die Unabhängige Bauernbündler-Partei (BBP).

## Funktionen

### Landtagsvorsitzende
Nach der Landesverfassung war der Vorarlberger Landeshauptmann gleichzeitig der erste Vorsitzende des Landtags. Somit übernahm Otto Ender nach seiner Wahl zum Landeshauptmann mit 28 von 30 abgegebenen Stimmen auch die Funktion des Ersten Vorsitzenden. In das Amt des zweiten Vorsitzenden wurde einstimmig der 1. Landeshauptmannstellvertreter Ferdinand Redler, in das Amt des dritten Vorsitzenden der 2. Landeshauptmannstellvertreter Fritz Preiß gewählt.

### Landtagsabgeordnete
| Name                      | Fraktion | Anmerkungen                                      |
| ------------------------- | -------- | ------------------------------------------------ |
| Allgäuer Stefan           | CSP      |                                                  |
| Amann Alois               | CSP      |                                                  |
| Bechter Josef             | CSP      |                                                  |
| Bischofberger Alois       | CSP      |                                                  |
| Dür Lorenz                | CSP      |                                                  |
| Ender Otto                | CSP      |                                                  |
| Fink Barnabas             | CSP      |                                                  |
| Hermann Hermann           | SDAP     |                                                  |
| Hollenstein Josef         | CSP      |                                                  |
| Kennerknecht Josef        | CSP      |                                                  |
| Keßler Franz Josef        | CSP      |                                                  |
| Konzett Andreas           | CSP      |                                                  |
| Linder Anton              | SDAP     |                                                  |
| Loser Franz               | CSP      |                                                  |
| Luger Engelbert           | CSP      |                                                  |
| Mittelberger Johann Josef | CSP      |                                                  |
| Müller Johann Josef       | CSP      |                                                  |
| Nägele Josef              | CSP      |                                                  |
| Natter Franz              | DFP      |                                                  |
| Neyer Bernhard            | CSP      |                                                  |
| Preiß Fritz               | SDAP     |                                                  |
| Rauscher Franz            | SDAP     |                                                  |
| Redler Ferdinand          | CSP      |                                                  |
| Riedmann Franz            | SDAP     | bis 8. Mai 1920                                  |
| Peter Josef               | SDAP     | am 8. Mai 1920 für Franz Josef Riedmann angelobt |
| Schertler Lorenz          | CSP      |                                                  |
| Schneider Robert          | CSP      |                                                  |
| Tschavoll Jakob           | CSP      |                                                  |
| Wachter Franz Josef       | BBP      |                                                  |
| Welte Albert              | CSP      |                                                  |
| Zumtobel Anton            | DFP      |                                                  |